# 조현정 (아나운서)
조현정(曺顯正, 1986년 9월 9일 ~ )는 대한민국의 아나운서, 방송인, 시사평론가이다.

## 학력
- 박문여자고등학교
- 인하대학교 일어일본학, 아태물류학 학사

## 경력
- 한국교통방송: TBN 경인교통방송 《TBN 차차차》 MC(2014년 ~ 2017년)
- 대한민국 교육부: 교육부 자유학기제 홍보 영상 메인 아나운서(2016년)
- CJ 헬로비전: 인천광역시 《의정 24》 MC(2017년)
- 한국교통방송: TBN 경인교통방송 《네시 정보세상입니다》 앵커 / 기획 취재 기자(2017년 ~ 2018년)
- 한국교통방송: TBN 경인교통방송 《열린행정 라이브 경인》 앵커(2016년 ~ )
- CBS: 《굿모닝뉴스 박재홍입니다》 뉴스브리핑 '뜬뉴스뜰뉴스' 코너 진행(2017년 ~ 2018년)
- CBS: 《굿모닝뉴스 이강민입니다》 뉴스브리핑 '뉴스로여는아침' 코너 진행(2017년 ~ 2021년)
- CBS: 팟캐스트 《Speak Armyself》 진행
- 한국교통방송: TBN 경인교통방송 《TBN 경인매거진》 앵커 / 취재(2017년 ~ 2019년)
- 한국교통방송: TBN 경인교통방송《즐거운주말아침입니다》 MC(2018년 ~ 2020년 )
- 한국교통방송: TBN 경인교통방송 《5시의 음악산책》 MC(2020년~2021년)
- KBS 1라디오: 《생방송 정보쇼》 시사포커스 시사평론(2018년 ~ 2019년)
- KBS 1라디오: 《생방송 주말저녁입니다》 시사브리핑 시사평론(2018년 ~ 현재)
- 한국교통방송: TBN 경인교통방송 《문득, 음악이 듣고 싶은 오후》 MC(2021년 ~ 현재)

## 기타
- 인천광역시 소상공인센터 개소식, CLO LOGISTARSUMMIT 2017 세미나, 손학규 강진일기 북콘서트 등 진행 다수